# Öffentliche Hinrichtung in Muapitine 1983
Bei der Öffentlichen Hinrichtung in Muapitine 1983 wurden Bewohner des osttimoresischen Ortes durch Angehörige der indonesischen Armee dazu gezwungen, fünf Männer zu exekutieren.

## Geschehen
Osttimor war seit 1975 von Indonesien besetzt. Die Forças Armadas de Libertação Nacional de Timor-Leste (FALINTIL) leistete seitdem in einem Guerillakrieg Widerstand.
Am 25. November 1983 kamen drei indonesische Soldaten der Kodim (Militärdistriktkommandatur) 1629 aus der Distriktshauptstadt Lospalos nach Muapitine und nahmen drei Männer fest. Ângelo da Costa, den lokalen Vertreter des Widerstand, seinen Stellvertreter Lino Xavier und Alvaro Pereira Freitas, einem Mitglied der zivilen, indonesischen Sicherheitskräfte Ratih, der die FALINTIL mit Munition versorgte. Kurz darauf wurden aus Muapitine auch Gilberto, Leonel Oliveira, Alarico und José Vicente verhaftet. Gilberto, Alarico und José Vicente wurden am 6. Dezember wieder freigelassen.
| Die Hingerichteten     |       |           |
| Name                   | Alter | Heimatort |
| Ângelo da Costa        | 29    | Malahara  |
| Lino Xavier            | 30    | Pehefito  |
| Alvaro Pereira Freitas | 30    | Muapitine |
| Leonel Oliveira        | 36    | Muapitine |
| Alberto dos Santos     | 31    | Vailoro   |

Am 8. Dezember mussten sich alle Einwohner des Dorfes Muapitine auf Anweisung des Dorfchefs ab 6 Uhr morgens bei seinem Büro zur Begrüßung des indonesischen Oberst der Kodim versammeln. Er traf gegen 7 Uhr ein, zusammen mit Cláudio do Carmo Vieira, dem Regierungspräsidenten (Bupati) des Distrikts Lautém, und den vier Gefangenen, zu denen noch der verhaftete Alberto dos Santos kam. Man hatte den Gästen drei Flaschen Palmwein serviert und sie forderten die Gefangenen auf, mit ihnen zu trinken. Als die Flaschen geleert waren, stand der Oberst auf und erklärte, dass die Festgenommenen Verbrechen begangen hätten und deswegen sterben müssten. Julio, dem Dorfchef, wurde angeordnet, Ângelo da Costa hinzurichten. Julio wies Ângelo an aufzublicken, da er ihm die Kehle durchschneiden wolle. Als Ângelo dies tat, schnitt Julio mit einem Bajonett durch den Hals. Ângelo atmete noch, als er zu Boden fiel. Als Nächstes wurde dem Dorfbewohner Armando befohlen, Lino Xavier zu töten. Da dieser nach Armandos Stich mit der Machete in die Brust noch lebte, wurden die Anwesenden angewiesen, Lino zu zerstückeln. Aus Angst gehorchten die Dorfbewohner. Leonel Oliveira wurde vom Dorfbewohner Aleixio mit mehreren Stichen mit dem Bajonett in die Brust getötet und der Dorfbewohner Verisimo folgte dem Befehl und erstach Alberto dos Santos. Zuletzt war Alvaro dran, der noch weinend nach den Verbrechen fragte, die seine Hinrichtung rechtfertigten. Die Frage wurde ignoriert und Julio tötete Alvaro.
Cláudio do Carmo Vieira ordnete nun an, dass die Dorfbewohner die Hingerichteten in ihre Heimatdörfer zur Beerdigung bringen sollten. Da Ângelo noch nicht tot war, stach Victor, ein Angehöriger der Hansip (Zivilverteidigung), mit einem Bajonett auf Ângelo ein. Doch er lebte immer noch. Mit anderen Dorfbewohnern wurde Ângelo in den Weiler Puakelu gebracht. Als er um 17 Uhr immer noch atmete, befahl ein Angehöriger des Bataillons 641 Ângelo lebendig zu begraben. Dieser flehte um Gnade und bat seine Frau, den Kommandanten des Postens 641 zu informieren. Dieser setzte sich mit dem Bupati in Lospalos in Verbindung und Vieira ordnete die Lebendbestattung an. Der Postenkommandant erklärte, er müsse dem Befehl Folge leisten. Zwei Soldaten des Bataillons 641 legten den noch immer lebenden Ângelo in ein halbes Meter tiefes Loch. Er wurde mit Asche bedeckt und Ângelo versuchte erfolglos sich zu befreien. Um 18 Uhr war er vergraben.